# Suliformes
Red Suliformes (Christidis i Boles 2008. su ga nazvali Phalacrocoraciformes ) je red koji priznaje Međunarodna unija ornitologa. S obzirom na nedavne dokaze da je tradicionalni Pelecaniformes polifiletičan, predloženo je da se grupa podijeli kako bi odražavala prave evolucijske odnose, studija iz 2017. pokazala je da su oni najbliže povezani s Otidiformes i Ciconiiformes (rode).

## Sistematika i evolucija
Od porodice Pelecaniformes ostale su samo Pelecanidae, Balaenicipitidae i Scopidae. Porodica tropskih ptica Phaethontidae je u međuvremenu premještena u vlastiti red Phaethontiformes. Čini se da genetska analiza pokazuje da je Pelecaniformes zapravo blisko povezan s Ardeidae i Threskiornithidae. Što se tiče Suliformes, oni su u dalekom srodstvu sa sadašnjim Pelecaniformes. Prema Hackettu i sur. (2008), plijenorke, pingvini, rode, kao i Suliformes i Pelecaniformes, čini se da su svi evoluirali od zajedničkog pretka. Predložen je nadred ptica močvarica.
U svom značajnom djelu iz 2008. Systematics and Taxonomy of Australian Birds, australski ornitolozi Les Christidis i Walter E. Boles skovali su naziv Phalacrocoraciformes za skupinu zbog mnogo većeg broja vrsta kormorana (Phalacrocoracidae) u odnosu na blune i ganete (Sulidae). Međutim, ovo nije preuzeto drugdje.
Godine 1994., američki ornitolog Walter J. Bock napisao je da se naziv Suloidea dosljedno koristio kao izraz za natporodicu koja sadrži dvije porodice, pa bi stoga "Sulidae", a ne "Phalacrocoracidae", trebali imati prioritet u bilo kojem rasporedu koji sadrži dva roda.
Godine 2010. AOU je prihvatio naziv Suliformes za takson. MOO je uslijedio 2011.
Godine 1994. Martyn Kennedy i kolege konstruirali su set podataka o ponašanju, pri čemu je dobiveno stablo pokazalo visoku razinu podudarnosti s postojećim filogenijama temeljenim na genetici ili morfologiji. Pokazao je strijelce kao sestrinsku skupinu kormoranima i vrancima, s rodovima Morus i Sula, zatim pelikanima, porodicom Fregatidae i na kraju tropskim pticama (rod Phaethon) kao sve ranijim izdancima.
|  | Sulidae                                                          |
|  |                                                                  |
|  | \| \| Anhingidae \| \| \| \| \| \| Phalacrocoracidae \| \| \| \| |
|  |                                                                  |
|  | Anhingidae                                                       |
|  |                                                                  |
|  | Phalacrocoracidae                                                |
|  |                                                                  |

|  | Anhingidae        |
|  |                   |
|  | Phalacrocoracidae |
|  |                   |

|  | Sulidae                                                          |
|  |                                                                  |
|  | \| \| Anhingidae \| \| \| \| \| \| Phalacrocoracidae \| \| \| \| |
|  |                                                                  |
|  | Anhingidae                                                       |
|  |                                                                  |
|  | Phalacrocoracidae                                                |
|  |                                                                  |

|  | Anhingidae        |
|  |                   |
|  | Phalacrocoracidae |
|  |                   |

Kladogram temeljen na Gibb, GC et al. (2013)

## Vrste
- Fregatidae[13]
  - Veliki brzan, Fregata magnificens
  - Asensionski brzan, Fregata aquila
  - Bjelotrbi brzan, Fregata andrewsi
  - Smeđokrili brzan, Fregata minor
  - Mali brzan, Fregata ariel
- Sulidae[13]
  - Plavonoga luna, Sula nebouxii
  - Peruanska kljuna, Sula variegata
  - Žutokljuna bluna, Sula dactylatra
  - Narančastokljuna bluna, Sula granti
  - Crvenonoga luna, Sula sula
  - Smeđa bluna, Sula leucogaster
  - Crnokrila bluna, Papasula abbotti
  - Bluna, Morus bassanus
  - Kapska bluna, Morus capensis
  - Australska bluna, Morus serrator

- Phalacrocoracidae[13]
  - Mali vranac, Microcarbo pygmaeus
  - Afrički vranac, Microcarbo africanus
  - Namipski vranac, Microcarbo coronatus
  - Dugorepi vranac, Microcarbo niger
  - Bjeloglavi vranac, Microcarbo melanoleucos
  - Plavogrli vranac, Urile penicillatus
  - Crvenolici vranac, Urile urile
  - pučinski vranac, Urile pelagicus
  - † Berinški vranac, Urile perspicillatus (izumrli)
  - Priobalni vranac, Phalacrocorax neglectus
  - Perzijski vranac, Phalacrocorax nigrogularis
  - Sivoprsi vranac, Phalacrocorax featherstoni
  - Kudravi vranac, Phalacrocorax punctatus
  - Tasmanski vranac, Phalacrocorax fuscescens
  - Šarenolici vranac, Phalacrocorax varius
  - Crni vranac, Phalacrocorax sulcirostris
  - Indijski vranac, Phalacrocorax fuscicollis
  - Kapski vranac, Phalacrocorax capensis
  - Japanski vranac, Phalacrocorax capillatus
  - Bjelovrati vranac, Phalacrocorax capillatus lucidus
  - Veliki vranac, Phalacrocorax carbo
  - Morski vranac, Gulosus aristotelis
  - Galapagoski vranac, Nannopterum harrisi
  - Maslinasti vranac, Nannopterum brasilianum
  - Dvokresti vranac, Nannopterum auritum
  - Patagonski vranac, Leucocarbo magellanicus
  - Čilski vranac, Leucocarbo bougainvillii
  - Bauntski vranac, Leucocarbo ranfurlyi
  - Cookov vranac, Leucocarbo carunculatus
  - Čatamski vranac, Leucocarbo onslowi
  - Novozelandski vranac, Leucocarbo chalconotus
  - Leucocarbo stewarti
  - Oklandski vranac, Leucocarbo colensoi
  - Kambelski vranac, Leucocarbo campbelli
  - Bjelotrbi vranac, Leucocarbo atriceps
  - Južnodžordžijski vranac, Leucocarbo georgianus
  - Krozetski vranac, Leucocarbo melanogenis
  - Leucocarbo bransfieldensis
  - Kerguelenski vranac, Leucocarbo verrucosus
  - Herdski vranac, Leucocarbo nivalis
  - Leucocarbo purpurascens
- Anhingidae[13]
  - Američka zmijovrata, Anhinga anhinga
  - Azijska zmijovrata, Anhinga melanogaster
  - Afrička zmijovrata, Anhinga rufa
    - Madagaskarska zmijovrata, A. r. vulsini

  - Australska zmijovrata, Anhinga novaehollandiae